# Zwickau-Lengenfeld-Falkensteiner Eisenbahn-Gesellschaft

Strecke der Zwickau-Lengenfeld-Falkensteiner Eisenbahn-Gesellschaft

Die Zwickau-Lengenfeld-Falkensteiner Eisenbahn-Gesellschaft (ZLF) war eine Eisenbahngesellschaft in Sachsen. Sie erbaute und betrieb bis 1876 die Bahnstrecke Zwickau–Falkenstein.

## Geschichte
Die Gesellschaft wurde am 11. April 1872 gegründet und erhielt am 8. Juli 1872 die Konzession für die schon am 27. Februar 1872 genehmigte Strecke Zwickau–Falkenstein. Die Bauausführung übertrug man der Firma Plessner & Co in Berlin. Die 3,7 Mio. Mark teure Strecke sollte bereits ein Jahr später in Betrieb genommen werden. Wegen Streitigkeiten über die Lage einzelner Stationen verzögerte sich die Fertigstellung aber immer mehr. Obwohl das Anlagekapital der ZLF 6,6 Mio. Mark betrug, musste man 1874 schon weitere Finanzmittel auftreiben, da ein Verkauf der angefangenen Strecke an den sächsischen Staat scheiterte. Auch nach der Eröffnung der Strecke am 18. September 1875 verbesserte sich die finanzielle Situation der Bahngesellschaft nicht, da die Einnahmen weit unter den prognostizierten Werten blieben. Am 15. Juli 1876 wurde die Strecke daher mit Verlust an den sächsischen Staat verkauft. Die Anleger hatten insgesamt circa 75 % des Anlagevermögens verloren.

## Lokomotiven
Als Erstausstattung beschaffte die ZLF 1874 drei Gemischtzuglokomotiven der sächsischen Gattung IIIb. Sie waren wie fast alle sächsischen Lokomotiven von der Sächsischen Maschinenfabrik (vorm. Hartmann) in Chemnitz gebaut worden. Kurz vor der Verstaatlichung im Jahr 1876 erhielt die ZLF noch zwei weitere Lokomotiven, die der sächsischen Gattung VII entsprachen. Die Lokomotiven erhielten Namen nach Orten des Verkehrsgebietes.